# 2020 у легкій атлетиці
Найбільшим легкоатлетичним змаганням у 2020 мали стати Олімпійські ігри у Токіо. Проте, з огляду на пандемію коронавірусу, вони були перенесені на 2021.

## Найбільші змагання

### Глобальні
- Легка атлетика на літніх Олімпійських іграх 2020 — перенесені на 2021[1]
- Чемпіонат світу з легкої атлетики в приміщенні 2020 — перенесений на березень 2023[2]
- Діамантова ліга 2020
- Світовий легкоатлетичний тур у приміщенні 2020
- Чемпіонат світу з легкої атлетики серед юніорів 2020 — перенесений на серпень 2021[3]
- Чемпіонат світу з напівмарафону 2020
- Командний чемпіонат світу зі спортивної ходьби 2020 — перенесений на серпень 2022[3]

### Європи
- Чемпіонат Європи з легкої атлетики 2020 — скасований[4]
- Кубок Європи з метань 2020
- Чемпіонат Європи з легкої атлетики серед юнаків 2021 — перенесений на 2021[5]
- Чемпіонат Європи з кросу 2020 — скасований[6]

### Інші континентальні
- Чемпіонат Африки з легкої атлетики 2020 — перенесений на 2021[7]
- Чемпіонат Азії з легкої атлетики в приміщенні 2020 — скасований[8]
- Чемпіонат Південної Америки з легкої атлетики в приміщенні 2020
- Чемпіонат Північної та Центральної Америки та країн Карибського басейну з легкої атлетики 2020 — скасований

### Українські
- Чемпіонат України з легкої атлетики 2020
- Чемпіонат України з легкої атлетики серед молоді 2020
- Чемпіонат України з легкої атлетики серед юнаків 2020
- Чемпіонат України з легкої атлетики серед юніорів 2020
- Чемпіонат України з легкої атлетики в приміщенні 2020
- Чемпіонат України з легкої атлетики в приміщенні серед молоді 2020
- Чемпіонат України з легкої атлетики в приміщенні серед юнаків 2020
- Чемпіонат України з легкої атлетики в приміщенні серед юніорів 2020

## Нагороди

### Чоловіки
| Нагорода                                    | Атлет                 | Примітки      |
| ------------------------------------------- | --------------------- | ------------- |
| Легкоатлет року (Світова легка атлетика)    | Арман Дюплантіс (SWE) | [ 9 ]         |
| Зірка, яка сходить (Світова легка атлетика) | не присуджувалась     |               |
| Легкоатлет року в Європі                    | не присуджувались     |               |
| Зірка, яка сходить, в Європі                |                       |               |
| Найкращий легкоатлет України                | Михайло Кохан (Днп)   | [ 10 ] [ 11 ] |

### Жінки
| Нагорода                                    | Атлетка                  | Примітки      |
| ------------------------------------------- | ------------------------ | ------------- |
| Легкоатлетка року (Світова легка атлетика)  | Юлімар Рохас (VEN)       | [ 9 ]         |
| Зірка, яка сходить (Світова легка атлетика) | не присуджувалась        |               |
| Легкоатлетка року в Європі                  | не присуджувались        |               |
| Зірка, яка сходить, в Європі                |                          |               |
| Найкраща легкоатлетка України               | Марина Бех-Романчук (Хм) | [ 10 ] [ 11 ] |

## Рекордні результати
Нижче наводяться світові, європейські та українські рекорди та вищі досягнення, встановлені впродовж 2020 спортсменами у віковій групі дорослих.

### Чоловіки
| Категорія | Дисципліна     | Результат | Атлет                 | Дата  | Місто    | Примітки             |
| --------- | -------------- | --------- | --------------------- | ----- | -------- | -------------------- |
| WR        | 5 км           | 13.18+    | Ронекс Кіпруто (KEN)  | 12.01 | Валенсія | [ 12 ]               |
| WR        | 10 км          | 26.24     | Ронекс Кіпруто (KEN)  | 12.01 | Валенсія | [ 12 ]               |
| WR WIR    | жердина        | 6,17i     | Арман Дюплантіс (SWE) | 08.02 | Торунь   | [ 13 ] [ 14 ]        |
| WR WIR    | жердина        | 6,18i     | Арман Дюплантіс (SWE) | 15.02 | Глазго   | [ 15 ] [ 16 ]        |
| WR        | 5 км           | 12.51     | Джошуа Чептегей (UGA) | 16.02 | Монако   | [ 17 ]               |
| WR        | 5000 м         | 12.35,36  | Джошуа Чептегей (UGA) | 14.08 | Монако   | [ 18 ] [ 19 ]        |
| WR        | 1 година       | 21 330 м  | Мо Фара (GBR)         | 04.09 | Брюссель | [ 20 ] [ 21 ] [ 22 ] |
| WR        | 10000 м        | 26.11,00  | Джошуа Чептегей (UGA) | 07.10 | Валенсія | [ 23 ] [ 24 ]        |
| WB        | ходьба 10000 м | 37.25,21  | Такахасі Ейкі (JPN)   | 14.11 | Індзай   | [ 25 ]               |
| WR        | напівмарафон   | 57.32     | Кібівотт Канді (KEN)  | 06.12 | Валенсія | [ 26 ] [ 27 ]        |

| Категорія | Дисципліна | Результат  | Атлет                   | Дата  | Місто     | Примітки             |
| --------- | ---------- | ---------- | ----------------------- | ----- | --------- | -------------------- |
| ER        | 5 км       | 13.29+     | Жульєн Вандерс (CHE)    | 12.01 | Валенсія  | [ 28 ]               |
| ER        | 10 км      | 27.13      | Жульєн Вандерс (CHE)    | 12.01 | Валенсія  | [ 28 ]               |
| ER EIR    | жердина    | 6.17i      | Арман Дюплантіс (SWE)   | 08.02 | Торунь    | [ 13 ] [ 14 ]        |
| ER EIR    | жердина    | 6,18i      | Арман Дюплантіс (SWE)   | 15.02 | Глазго    | [ 15 ] [ 16 ]        |
| ER        | 5 км       | 13.18      | Джиммі Грессьє (FRA)    | 16.02 | Монако    | [ 29 ] [ 30 ]        |
| EIR       | 5000 м     | 13.08,87   | Марк Скотт (GBR)        | 27.02 | Бостон    | [ 31 ]               |
| EB        | 300 м з/б  | 33,78      | Карстен Варгольм (NOR)  | 11.06 | Осло      | [ 32 ] [ 33 ]        |
| ER        | 25000 м    | 1:12.46,5h | Сондре Мун (NOR)        | 11.06 | Осло      | [ 32 ] [ 33 ]        |
| ER        | 2000 м     | 4.50,01    | Якоб Інгебрігтсен (NOR) | 11.06 | Осло      | [ 32 ] [ 33 ]        |
| ER        | 1500 м     | 3.28,68    | Якоб Інгебрігтсен (NOR) | 14.08 | Монако    | [ 34 ]               |
| ER        | 400 м з/б  | 46,87      | Карстен Варгольм (NOR)  | 23.08 | Стокгольм | [ 35 ] [ 36 ]        |
| ER        | 20000 м    | 56.20,02+  | Башир Абді (BEL)        | 04.09 | Брюссель  | [ 20 ] [ 21 ]        |
| ER        | 1 година   | 21 330 м   | Мо Фара (GBR)           | 04.09 | Брюссель  | [ 20 ] [ 21 ] [ 22 ] |

| Категорія | Дисципліна   | Результат | Атлет                         | Дата  | Місто | Примітки |
| --------- | ------------ | --------- | ----------------------------- | ----- | ----- | -------- |
| NR        | напівмарафон | 1:00.40   | Богдан-Іван Городиський (Квм) | 17.10 | Гдиня | [ 37 ]   |

### Жінки
| Категорія | Дисципліна   | Результат          | Атлетка                                                                     | Дата  | Місто         | Примітки             |
| --------- | ------------ | ------------------ | --------------------------------------------------------------------------- | ----- | ------------- | -------------------- |
| WIB       | диск         | 64,03              | Шаніс Крафт (GER)                                                           | 14.02 | Берлін        | [ 38 ] [ 39 ]        |
| WIR       | потрійний    | 15,43              | Юлімар Рохас (VEN)                                                          | 21.02 | Мадрид        | [ 40 ]               |
| WR        | напівмарафон | 1:04.31 (змішаний) | Абабель Єшанех (ETH)                                                        | 21.02 | Рас-ель-Хайма | [ 41 ]               |
| WR        | 4×1500 м     | 16.27,02           | Bowerman Track Club Коллін Квіглі Еліз Кренні Карісса Швайцер Шелбі Гуліган | 31.07 | Портленд      | [ 42 ] [ 43 ]        |
| WR        | 1 година     | 18 930 м           | Сіфан Гассан (NED)                                                          | 04.09 | Брюссель      | [ 20 ] [ 21 ] [ 22 ] |
| WR        | напівмарафон | 1:05.34 (жіночий)  | Перес Джепчірчір (KEN)                                                      | 05.09 | Прага         | [ 44 ] [ 22 ]        |
| WR        | напівмарафон | 1:05.16 (жіночий)  | Перес Джепчірчір (KEN)                                                      | 17.10 | Гдиня         | [ 45 ] [ 46 ]        |
| WR        | 5000 м       | 14.06,62           | Летесенбет Гідей (ETH)                                                      | 07.10 | Валенсія      | [ 23 ] [ 24 ]        |

| Категорія | Дисципліна | Результат | Атлетка                        | Дата  | Місто    | Примітки             |
| --------- | ---------- | --------- | ------------------------------ | ----- | -------- | -------------------- |
| EIB       | диск       | 64,03     | Шаніс Крафт (GER)              | 14.02 | Берлін   | [ 38 ] [ 39 ]        |
| EIR       | 5000 м     | 14.30,79  | Констанце Клостергальфен (GER) | 27.02 | Бостон   | [ 47 ] [ 48 ]        |
| ER        | 1 година   | 18 930 м  | Сіфан Гассан (NED)             | 04.09 | Брюссель | [ 20 ] [ 21 ] [ 22 ] |
| ER        | 10000 м    | 29.36,67  | Сіфан Гассан (NED)             | 10.10 | Генгело  | [ 49 ] [ 50 ]        |

| Категорія | Дисципліна   | Результат         | Атлетка                  | Дата  | Місто    | Примітки |
| --------- | ------------ | ----------------- | ------------------------ | ----- | -------- | -------- |
| NIR       | висота       | 2,01              | Ярослава Магучіх (UKR)   | 18.01 | Львів    | [ 51 ]   |
| NIR       | висота       | 2,02              | Ярослава Магучіх (UKR)   | 31.01 | Карлсруе | [ 52 ]   |
| NR        | напівмарафон | 1:10.32 (жіночий) | Євгенія Прокоф'єва (Квм) | 17.10 | Гдиня    | [ 37 ]   |

## Пішли з життя
| Атлет/Тренер        | Спеціалізація            | Вік      | Дата             | Примітки      |
| ------------------- | ------------------------ | -------- | ---------------- | ------------- |
| Володимир Іноземцев | потрійний                | 55 років | 2 лютого         | [ 53 ]        |
| Тетяна Пророченко   | спринт                   | 67 років | 11 березня       | [ 54 ] [ 55 ] |
| Володимир Кацман    | десятиборство            | 90 років | 11 червня        | [ 56 ]        |
| Георгій Миронюк     | біг на середні дистанції | 72 роки  | 16 листопада     | [ 57 ]        |
| Микола Багач        | штовхання ядра           | 27 років | 19(20) листопада | [ 58 ]        |
| Сергій Будков       | спринт                   | 71 рік   | 21 листопада     | [ 59 ]        |